# Alicia McCormack
Alicia McCormack (7 de juny de 1983 a Helensburgh, Nova Gal·les del Sud) és una portera de waterpolo australiana. La seva carrera com a jugadora va començar a l'edat de catorze anys amb l'equip de waterpolo Kirrawee High School, i en l'actualitat juga pel Cronulla Water Polo Club en la National Water Polo League i és membre de l'equip nacional de waterpolo femení d'Austràlia. A pesar que no va jugar el waterpolo en 2010 a causa d'una lesió, McCormack ha guanyat medalles d'or en els Jocs de la Commonwealth 2006 i la Copa Mundial FINA 2006; una medalla de plata en el Campionat Mundial FINA 2007; i medalles de bronze en els Jocs Olímpics de 2008, FINA World League Finals Super 2005, la Lliga Mundial FINA Súper Final FINA 2008 i la Lliga Mundial Súper Final 2009 i als Jocs Olímpics de 2012. Actualment treballa en l'Institut d'Esport de Nova Gal·les del Sud, McCormack té una llicenciatura en Educació Primària.

## Vida personal
McCormack va néixer el 7 de juny de 1983 en Helensburgh, Nova Gal·les del Sud. Ella és 168 cm d'alçada, pesa 73 quilograms, és destra i té un tatuatge amb els anells olímpics.